# Samuel Carsted
Samuel Benedikt Carsted (* 26. August 1716 in Sandau (Elbe); † 7. Mai 1796 in Atzendorf) war ein deutscher evangelischer Theologe, Militärgeistlicher und Chronist.

## Leben
Carsted wurde als Sohn des Sandauer Pfarradjunkten Benedikt Carsted geboren. Es wird vermutet, dass er das Gymnasium in Stendal besuchte. Später besuchte er die Saldernsche Lateinschule in Brandenburg an der Havel. Carsted lernte dort die klassischen Sprachen und etwas Französisch. Im Jahr 1735 nahm er ein Studium der Theologie an der Universität Halle auf. Nach Abschluss des Studiums ging er nach Berlin, wo er, vermutlich durch Vermittlung des wohl verwandtschaftlich verbundenen Hof- und Garnisonsprediger Johann Caspar Carsted, Kontakt hatte zum Generalmajor Christoph Wilhelm von Kalckstein. Es wird angenommen, dass er mit der Erziehung des jüngsten Sohns der Familie, Ludwig Karl von Kalckstein, betraut wurde.
Mit Beginn des Ersten Schlesischen Kriegs im Jahr 1740 bot von Kalckstein Carsted eine Position als Grenadierfeldprediger an. Noch ohne Ordination kam Carsted Ende Dezember 1740 zu den zwei Grenadierkompanien des Kalcksteinschen Regiments und wurde dann vom Feldpropst Carsted ordiniert. 1741 nahm er wohl an der Erstürmung von Glogau und der Besetzung von Breslau teil. Es folgte vermutlich eine Teilnahme an der Einnahme von Ottmachau und der erfolglosen Belagerung von Neisse. Winterquartier bezog er in der Burg Ottmachau.
Als Nachfolger von Johann Peter Süßmilch wurde er 1742 Regimentsfeldprediger.
1745 übertrug der Erbprinz Leopold von Anhalt Carsted die Pfarrstelle in Atzendorf. Vermutlich ging auf Leopold von Anhalt auch die durch den König erfolgte Ernennung Carsteds zum Diözesaninspektor zurück. Der Amtsantritt in Atzendorf verzögerte sich jedoch, da ein Ersatz für Carsted beim Militär sich verzögerte. Durch einen Krankheitsfall übernahm Carsted auch die Seelsorge für das Regiment Schwerin und leitete die gemeinsamen Gottesdienste in der Böhmischen Kirche. Eine Aufforderung des Magdeburger Konsistoriums zur baldigen Probepredigt in Atzendorf verweigerte sich Carsted unter Hinzuziehung des vorgesetzten Geistlichen Departments Berlin.
Am 26. Juni 1746, dem dritten Sonntag nach Trinitatis, wurde Carsted vom Magdeburger Konsistorialrat Friedrich Heinrich Abel dann jedoch in sein Amt eingeführt. In Atzendorf erarbeitete er die Atzendorfer Chronik, in der er auch seine Kriegserlebnisse niederschrieb. Er war langjährig Pfarrer in Atzendorf. Carsted erblindete fast vollständig und musste sich zur Verrichtung von Amtsgeschäften eines Adjunkten bedienen.
Carsted verstarb 79-jährig im Jahr 1796 und wurde seinem Wunsch entsprechend vor dem Altar der Atzendorfer Kirche beigesetzt. Als Erbin setzte er seine Wirtschafterin Dorothea Deter ein, die mehr als 30 Jahre seinen Haushalt geführt hatte.

## Werke
- Zwischen Schwert und Pflugschar, 1928 veröffentlicht
- Atzendorfer Chronik, 1928 veröffentlicht